# New Yorks flagga
New Yorks delstatsflagga antogs 1896, men ändrades något och fastställdes 1901. I mitten syns delstatens vapen, som finns i delstatssigillet från 1788. New York blev amerikansk delstat 1788 och var en av de tretton ursprungliga delstaterna i USA.